# Motto☆派手にね!
「motto☆派手にね!」（もっとはでにね）は、戸松遥の楽曲。2枚目のシングルとして2008年10月29日にミュージックレインから発売された。

## 概要
3種類の仕様で発売され、初回限定盤にはDVDが付属された。アニメ「かんなぎ」のOP曲に採用されたことから、アニメ仕様のかんなぎ盤では3曲目に表題曲のTV EDITが追加収録されており、初回限定盤には表題曲のPVとTVスポットの15秒バージョンと30秒バージョンが収録されている。
「motto☆派手にね!」は、自身初となるオリコン週間シングルチャートでのトップ10入りを果たした曲で、中山美穂の9枚目のシングル「派手!!!」をベースに作られている。
2019年に放送されたアニメ『八十亀ちゃんかんさつにっき』の第12話で只草舞衣(CV:若井友希)が歌うシーンがある。
なお、戸松自身は八十亀最中として「燃えよドラゴンズ!」球場合唱編を歌っている。

## 収録曲

### 通常盤
1. motto☆派手にね! [4:38]
作詞：辛矢凡、作曲・編曲：神前暁
  - テレビアニメ『かんなぎ』オープニングテーマ
2. シアワセサガシ [3:58]
作詞：古屋真、作曲・編曲：渡辺未来
  - インターネットラジオ『かんなぎらじお』テーマソング
3. motto☆派手にね! （Instrumental）

### かんなぎ盤
1. motto☆派手にね!
2. シアワセサガシ
3. motto☆派手にね! （TV EDIT) [1:33]
4. motto☆派手にね! （Instrumental）

DVD（初回限定盤のみ）
1. motto☆派手にね! （Music Clip）
2. motto☆派手にね! （TV-Spot 15sec/30sec）

## 収録作品

### アルバム
| 発売日          | アルバムタイトル                 | 備考                      |
| motto☆派手にね! | motto☆派手にね!                  | motto☆派手にね!           |
| --------------- | -------------------------------- | ------------------------- |
| 2010年2月24日   | Rainbow Road                     | 1作目のオリジナルアルバム |
| 2016年6月15日   | 戸松遥 BEST SELECTION -sunshine- | 戸松遥のベストアルバム    |

### Blu-ray Disc / DVD
| 発売日          | BD/DVD タイトル                                        | 備考                        |
| motto☆派手にね! | motto☆派手にね!                                        | motto☆派手にね!             |
| --------------- | ------------------------------------------------------ | --------------------------- |
| 2012年2月22日   | 戸松遥 first live tour 2011「オレンジ☆ロード」         | 戸松遥1作目のライブ映像作品 |
| 2013年10月30日  | 戸松遥 second live tour 「Sunny Side Stage!」          | 戸松遥2作目のライブ映像作品 |
| 2016年2月17日   | 戸松遥 3rd Live Tour 2015 “Welcome!Harukarisk*Land!!!” | 戸松遥3作目のライブ映像作品 |

## カバー
- 四条貴音（原由実）・三浦あずさ（たかはし智秋）- 漫画『THE IDOLM@STER』第1巻の特装版付属CDに収録。